# Gaggi
Gaggi là một đô thị ở tỉnh Messina trong vùng Sicilia của Italia, có vị trí cách khoảng 160 km về phía đông của Palermo và vào khoảng 45 km về phía tây nam của Messina. Tại thời điểm ngày 31 tháng 12 năm 2004, đô thị này có dân số 2.812 người và diện tích là 7,3 km².
Đô thị Gaggi có các frazioni (các đơn vị cấp dưới, chủ yếu là các làng) Cavallaro, Palmara, Falcò, Costa arancione, và Billirè.
Gaggi giáp các đô thị: Castelmola, Castiglione di Sicilia, Graniti, Mongiuffi Melia, Taormina.